# Pinta (skib)
Pinta ("det malede") var det hurtigste af de tre skibe, Christopher Columbus brugte på sin første rejse over Atlanterhavet i 1492. Sømanden Rodrigo de Triana, var som Pintas udkig, den første på rejsen, der den 12. oktober 1492 så den nye verden, formentlig var det øen Guanahani i det nuværende Bahamas.
Skibet var en tremastet karavel, rigget med råsejl. Med sin vægt på omkring 60 ton, længde på cirka 20 meter og bredde på cirka 7 meter, var det mindre end det største af de tre skibe på rejsen, Santa María. Besætningen var på 26 mand. Pintas kaptajn var Martín Alonso Pinzón. Traditionelt blev spanske skibe opkaldt efter helgener og normalt givet kælenavne. Derfor var Pinta, som Niña, ikke skibets rigtige navn, der dog er ukendt.

## Ekstern henvisning
- Florida Museum of Natural History – liste over Pintas besætning